# Zotalemimon strandi
Zotalemimon strandi là một loài bọ cánh cứng trong họ Cerambycidae.